# Fotopryład Czerkasy
Fotopryład Czerkasy (ukr. Міні-футбольний клуб «Фотоприлад» Черкаси, Mini-Futbolnyj Kłub "Fotopryład" Czerkasy) – ukraiński klub futsalu, mający siedzibę w mieście Czerkasy. W sezonie 1993/94 i 1997/98 występował w futsalowej Wyższej Lidze Ukrainy.

## Historia
Chronologia nazw:
- 1990: Fotopryład Czerkasy (ukr. «Фотоприлад» Черкаси)

Klub futsalowy Fotopryład Czerkasy został założony w Czerkasach w 1990 roku i reprezentował miejscową firmę Fotopryład. W 1990 zespół dotarł do półfinału Pucharu Ukraińskiej SRR. W 1991 startował w rozgrywkach Pierwszej Ligi ZSRR. W 1992 zespół debiutował w pierwszych nieoficjalnych mistrzostwach niepodległej Ukrainy. Wśród 13 drużyn został sklasyfikowany na 6.pozycji. W 1993 zakwalifikował się do ósemki drużyn uczestniczących w turnieju finałowym Pucharu Ukrainy. W sezonie 1993/94 zespół debiutował w profesjonalnych rozgrywkach Wyższej Ligi, zajmując przedostatnie 15.miejsce. Jednak w następnym sezonie klub nie uczestniczył w żadnych rozgrywkach. Po trzech latach przerwy w sezonie 1997/98 ponownie startował w Wyższej Lidze. Po zakończeniu sezonu uplasował się na ostatniej 15.pozycji, ale potem zrezygnował z dalszych występów na poziomie profesjonalnym i następnie z przerwami występował w rozgrywkach amatorskich.

## Sukcesy

### Trofea międzynarodowe
Nie uczestniczył w rozgrywkach europejskich (stan na 31-05-2019).

### Trofea krajowe
| \| \| Zdobyte trofea w rozgrywkach Ukrainy (stan na: 31-05-2019) \| |                                                            |      |                  |
| Rozgrywki                                                           | Osiągnięcie                                                | Razy | Sezon(y)         |
| · Mistrzostwo                                                       | I miejsce                                                  | 0    |                  |
| · Mistrzostwo                                                       | II miejsce                                                 | 0    |                  |
| · Mistrzostwo                                                       | III miejsce                                                | 0    |                  |
| · Mistrzostwo                                                       | 15.miejsce                                                 | 2    | 1993/94, 1997/98 |
| Puchar                                                              | zdobywca                                                   | 0    |                  |
| Puchar                                                              | finalista                                                  | 0    |                  |
| II liga                                                             | I miejsce                                                  | 0    |                  |
| II liga                                                             | II miejsce                                                 | 0    |                  |
| II liga                                                             | III miejsce                                                | 0    |                  |
| Ukraina                                                             | Zdobyte trofea w rozgrywkach Ukrainy (stan na: 31-05-2019) |      |                  |

## Piłkarze i trenerzy klubu

### Trenerzy
Wołodymyr Kołesniczenko (1990–199?)

## Struktura klubu

### Stadion
Klub rozgrywał swoje mecze domowe w Hali Pałacu Sportu Fotopryład w Czerkasach. Pojemność: 500 miejsc siedzących.

### Sponsorzy
- "Fotopryład" w Czerkasach